# Auch Helden können weinen
Auch Helden können weinen ist der Titel eines Kriegsmelodrams aus dem Jahr 1956. Literarische Vorlage war der Roman von Lucy Herndon Crocket. Der Film wurde in Schwarz-Weiß gedreht, im Verleih von Paramount.

## Handlung
1943. Nouméa, Knotenpunkt auf der Insel Neukaledonien im Südpazifik. 80.000 amerikanische Marinesoldaten warten auf ihren Einsatz. Gerade wieder hat ein Kriegsschiff angelegt, Soldaten gehen an Land, unter ihnen Lee Ashley.
Sie wird von Kate Connors, der Leiterin der örtlichen Rot-Kreuz-Station, empfangen. Wir erfahren, dass Lee sich beim Roten Kreuz „nützlich machen“ will, ohne eigentlich zu wissen, worauf sie sich da einlässt. In erster Linie möchte sie etwas über ihren auf Guadalcanal gefallenen Mann erfahren.
Zunächst findet Lee Arbeit im Rot-Kreuz-Clubhaus und begegnet dort Eddie Wodcik. Eddie ist eine Art Ziehsohn von Kate. Er entdeckt an Lee eine Ähnlichkeit mit seiner verstorbenen Schwester und versteht sich fortan als ihr Beschützer im Hintergrund.
In ihrer Freizeit fahren Lee und Kate zum Strand. Während Lee baden geht, bleibt Kate zurück und wird verwickelt in ein Gespräch mit Colin Black, einem arroganten und ungehobelten Colonel. Als er dann mit seinem Fernglas Lee bei ihrem Sonnenbad auf einem Felsbrocken entdeckt, fängt er sofort Feuer. Lee kommt zurück, weist aber seine Anmache brüsk zurück.
Black hat mitbekommen, dass Lee die Leute hier nach ihrem Mann ausfragt. Um doch noch bei ihr zu landen, besorgt er sich den Kampfbericht vom Militär und behauptet beim nächsten Aufeinandertreffen, ihren Mann persönlich gekannt zu haben. Seine Taktik geht auf. Lee fällt darauf rein und trifft sich in der Folgezeit laufend mit ihm. Und obwohl sie das gar nicht will, verfällt sie ihm allmählich.
Black muss für zwei Monate zum Manöver, Lee bleibt zurück. Sie merkt bald, dass sie schwanger ist. Und sie erfährt, dass der Vater ihres Kindes verheiratet ist. Als er zurückkehrt, stellt sie ihn zur Rede. Ja, er sei verheiratet. Seine Frau liege im Krankenhaus, er habe sie nie geliebt, habe sich aber nicht von ihr trennen können. Die Diskussion endet in einem Handgemenge, sie reißt sich los und stürzt schwer.
Lee liegt auf der Krankenstation, sie hat ihr Kind verloren, und Colins Besuche lehnt sie ab. Eddie erfährt die ganze Geschichte und will Black töten. Sein Anschlag geht schief, Black überwältigt ihn. Eddie kommt ins Militärgefängnis. Auf Kates Bitten hin verzichtet Colins auf ein Verfahren vor dem Kriegsgericht.
Auf Guadalcanal soll eine neue Rot-Kreuz-Station mit Clubhaus aufgebaut werden. Lee fliegt mit Kate hin, ohne Colin, dessen Frau inzwischen gestorben war, noch einmal zu treffen. Als sie das dortige Soldatengrab ihres Mannes aufsucht, begegnet sie dort dessen Burschen. Von ihm erfährt sie, wie grausam Ashleys Tod war. Und dann schildert er das Bild, das er sich von der Frau seines Vorgesetzten gemacht hat: dass sie ihren Mann laufend bevormundete wie "eine Blutsaugerin aus lauter Liebe" und alles bestimmte. Ihr Mann habe sich deswegen aber nie beklagt, er sei schwach und schon zu Lebzeiten tot gewesen.
Auf Guadalcanal treffen neue Verwundete ein, Black ist unter ihnen. Eine Granate hat ihn hirnverletzt, monoton stammelt er immer nur: "Verzeih mir!". Lee entdeckt ihn unter den anderen und bleibt bei ihm. Kate ihrerseits kann Eddie nicht mehr in die Arme nehmen, er ist gefallen.

## Hintergrund
Die Kostüme für diesen Film stammen von der bekannten Modedesignerin Edith Head.

## Kritiken
„Der Geist von „Verdammt in alle Ewigkeit“ ist nie weit entfernt, aber in diesem Fall ist die Glaubwürdigkeit weitaus geringer.“

„Allzu problemüberladene, geschwätzige Kriegsoper.“

## Auszeichnungen
1957 wurden Hal Pereira, A. Earl Hedrick, Sam Comer und Frank R. McKelvy in der Kategorie Bestes Szenenbild (s/w) und Edith Head in der Kategorie Bestes Kostümdesign (s/w) für den Oscar nominiert.